# Сильверсван, Адриан Карлович

«Распутица»

Адриан Карлович Сильверсван (27.02.1858 −1933 (1927)) — русский художник. Мастер пейзажа и жанровых картин. Неклассный художник.

## Биография
Родился в Херсоне 27 февраля 1858 года. Имеет дворянские корни, по происхождению швед.
Двоюродный брат Н.Н. Сильверсвана.
Член Московского Товарищества Художников.
В 1889 году, когда А. К. Саврасов стал стремительно терять зрение, А. К. Сильверсван предоставил ему свою квартиру.
В 1901 году проживал в собственном доме на Плющихе (дом 89/86). Был придворным художником.
Умер в 1933 году. В воспоминаниях К. Коровина год смерти Сильверсвана указан 1927.

## Учёба
Учился в МУЖВЗ в период с 1874 по 1886 год. Ученик А. К. Саврасова.
Вместе с Н. Л. Эллертом, К.Коровиным и И.Левитаном часто бывал у Л. Л. Каменева в Саввинской слободе близ Звенигорода.

Об этих поездках К. Коровин писал:
«Что же такое? Эллерт и Сильверсван пишут какие-то пейзажи, кудрявые, зеленые, мне совсем не нравится. Да и места такие выбирают, которые мне тоже не нравятся.»
В. В. Переплетчиков 07 февраля 1894 года в своем дневнике писал:
«Я жил тогда (в начале 80-х гг.) с И. Левитаном у О. Г. Горбачевой, у неё жили почти все московские пейзажисты, жил Эллерт, Аладжалов, С. Коровин, К. Коровин, Сильверсван. Брала она что-то удивительно дёшево, что-то чуть ли не 15 рублей в месяц на всем готовом, добрая была душа».
В 1881 году критик «Современных известий» отмечал:
«В отделе живописи пейзажной владычествуют гг. Эллерт, Коровин, А. Сильверсван, Светославский, Левитан…» «Мимо этой картины (имеются ввиду работы учеников А. К. Саврасова) не пройдешь; над этой картиной не заплачешь, не засмеешься, а задумаешься. Господи, какая ширь, какой простор, а как-то тесно чувствуешь в груди».

## Семья

### Родители
Отец — Сильверсван Карл (26.10.1813 Финляндия — 20.04.1870 Москва)
Мать — Сильверсван (Булюбаш) Елизавета Петровна (25.01.1825 — 26.08.1899 Белгород)

### Братья и сестры
Сестры — Юлия Карловна Бефани (Сельварсван), Александра Карловна Грамматикати (Сельварсван), Екатерина Карловна Арцыбашев.
Братья — Вадим, Владимир.

### Жена
Любовь Сергеевна Сельверсван (Богданова).

### Дети
Николай — адвокат, попечитель Якиманского 5-го городского училища, член Якиманского городского попечительства о бедных и совета городского попечительства о бедных Хитрова рынка. В 1950 году был арестован по ложному доносу. Скончался в заключении в 1953 году.
Адриан

## Известные картины
- В гимназию — 1910 г.[16]
- Весна. Дорога.[2]
- Подмосковный пейзаж[17]

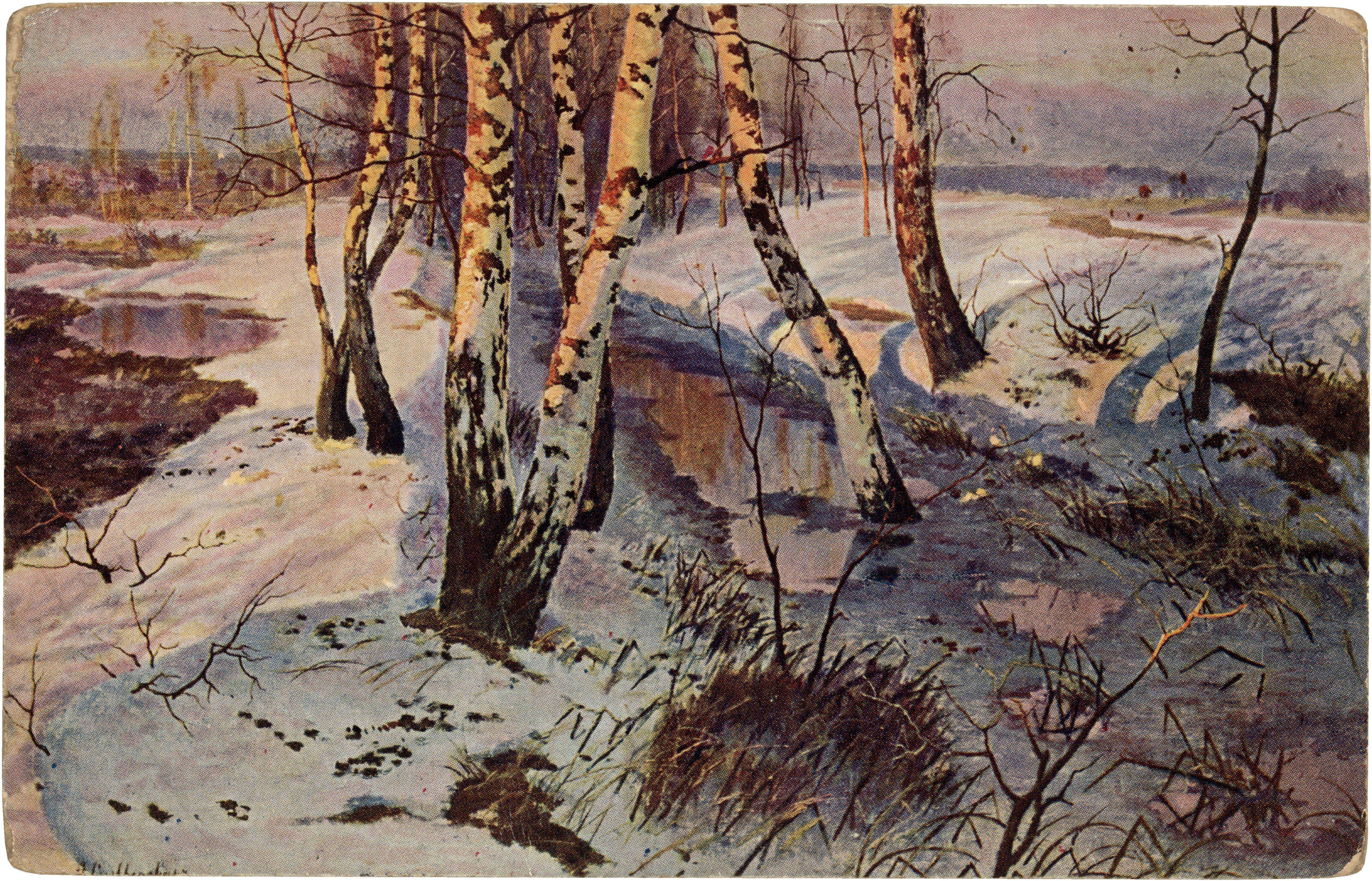
«Начало весны» – репродукция на открытке

- Дождливое лето — 1890е — "Музей-заповедник «Абрамцево», Москва[18].
- Начало весны — 1905. «Государственный Музей истории Санкт-Петербурга», Санкт-Петербург[19]
- Распутица[20][21]

## Наследие
В дореволюционные годы картина "Начало весны" печаталась на открытках.
В 1993 году работа А. К. Сильверсвана — «Подмосковный пейзаж», была передана Посольству Израиля в Киеве.
Его работы экспонировались на XIII антикварном салоне в г. Москве.
«Дом неклассного художника А. К. Сильверсвана» — является объектом культурного наследия г. Москва.
Картина "Начало весны" выпускалась в Российской Империи на почтовых открытках.
По состоянию на 2019 год имеет рейтинг художника 4B.